# Distretto di Sluck
Il distretto di Sluck (in bielorusso Слуцкі раён?) è un distretto (raën) della Bielorussia appartenente alla regione di Minsk.